# コスツノリド
(＋)-コスツノリド（costunolide）は、天然に存在するセスキテルペンラクトンの一つ。1960年にモッコウ（Saussurea costus）の根から初めて単離された。また、レタスにも含まれている。

## 合成
コスツノリドはメバロン酸経路によって合成される。まず、セスキテルペンシクラーゼである (+)-germacrene A synthaseによるファルネシル二リン酸 (FPP, 1) の環化が起こり、(+)-ゲルマクリルカチオン (2) が形成される。この同じ酵素内で、プロトンが失われ (+)-ゲルマクレンA (3) が形成される。(+)-ゲルマクレンAのイソプレン側鎖は次にシトクロムP450である(+)-germacrene A hydroxylaseによってヒドロキシ化され、germacra-1(10),4,11(13)-trien-12-ol (4) が形成される。NAD(P)+依存性ヒドロゲナーゼが次に4を酸化し、中間体germacra-1(10),4,11(13)-trien-12-al (5) を経由して、ゲルマクレン酸 (6) が形成される。次にNADPHおよびO2依存的なシトクロムP450である(+)-costunolide synthaseによってゲルマクレン酸が酸化されアルコール中間体 (7) となり、7はラクトン化し(+)-コスツノリド (8) となる。